# Betsy Blair

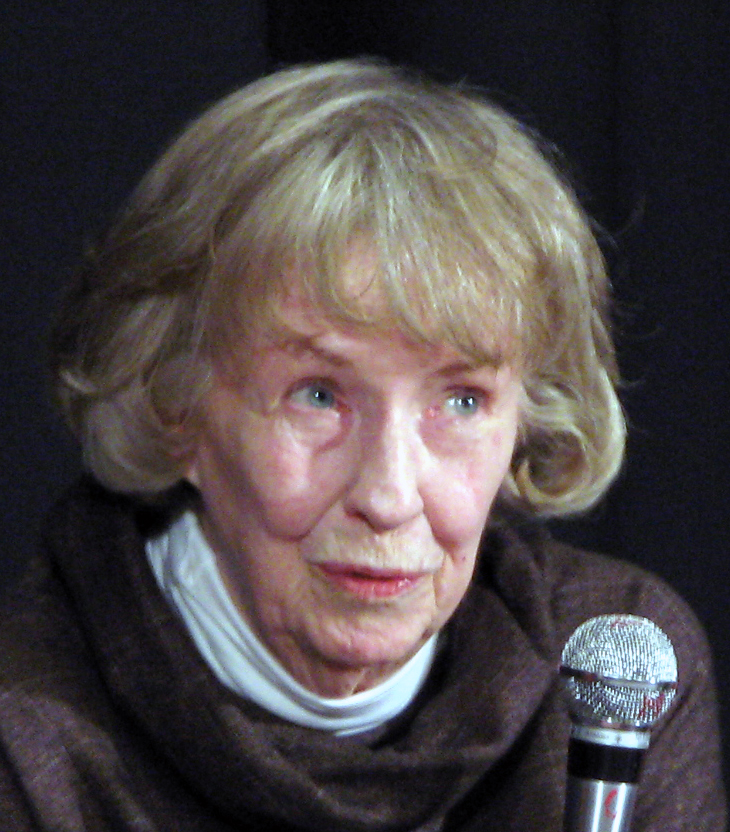
Betsy Blair (2007)

Betsy Blair (* 11. Dezember 1923 als Elizabeth Winifred Boger in Cliffside Park, New Jersey; † 13. März 2009 in London, England) war eine US-amerikanische Schauspielerin. Besonderen Erfolg hatte sie mit ihrer Darstellung von unglücklichen Frauen in einer freudlosen Umgebung, wie in Aus dem Dunkel des Waldes (1948) oder in dem Oscar-prämierten Film Marty (1955).

## Leben
Betsy Blair, Tochter einer Lehrerin und eines Versicherungsmaklers, trat bereits im Alter von acht Jahren als Tänzerin auf. Ab ihrem zwölften Lebensjahr arbeitete sie auch als Model für die Agentur John Robert Powers. Mit 15 Jahren machte Blair ihren High-School-Abschluss. Um die Zeit bis zum Universitätsstudium zu überbrücken, ging sie auf Rat der Mutter weiter der Arbeit als Tänzerin nach. 1940 trat Blair im Billy Rose's Diamond Horseshoe auf, einem Nachtclub am Times Square in New York City, an dem Gene Kelly als Choreograph arbeitete. Kurze Zeit später heiratete sie Kelly im Alter von 17 Jahren und hatte mit ihm eine 1942 geborene Tochter, die spätere Psychoanalytikerin Kerry Kelly Novick. Blair trat in verschiedenen Produktionen am Broadway auf, darunter in Die Glasmenagerie von Tennessee Williams und William Shakespeares Richard II. Ende der 1940er-Jahre erhielt sie erste Filmrollen, darunter in Henry Levins The Guilt of Janet Ames (1947) und Michael Gordons Aus dem Dunkel des Waldes (1948), in denen sie an der Seite von so bekannten Schauspielkollegen wie Fredric March oder Rosalind Russell zu sehen war.
Blairs Filmkarriere geriet in den 1950er-Jahren ins Stocken, als sie während der McCarthy-Ära für mehrere Jahre auf die Schwarze Liste gesetzt wurde. Bereits als 16-Jährige hatte die Schauspielerin in New York einem wöchentlichen marxistischen Arbeitskreis beigewohnt und sich in späteren Jahren linksgerichteten Organisationen wie dem Joint Anti-Fascist Refugee Committee, dem Sleepy Lagoon Committee und dem Civil Rights Congress angeschlossen. Ihre weibliche Hauptrolle in Delbert Manns Oscar-prämiertem Film Marty (1955) neben Ernest Borgnine, für die sie später mit dem British Film Academy Award und einer Oscar-Nominierung ausgezeichnet wurde, hätte sie daher beinahe eingebüßt.
Nach der Scheidung von Kelly 1957 zog sie nach Europa. Dort setzte sie ihre Filmkarriere fort, unter anderem in Hauptstraße (1956) von Juan Antonio Bardem oder Der Schrei (Il grido, 1957) von Michelangelo Antonioni. Nach der Hochzeit mit Filmregisseur Karel Reisz 1963 arbeitete sie nur noch sporadisch als Schauspielerin. Aus der Verbindung ging eine Tochter hervor. In den späten 1970er-Jahren ließ sich Blair an der Londoner Central School of Speech and Drama als Sprachtherapeutin ausbilden und übte diesen Beruf auch aus. 2003 veröffentlichte sie mit Erfolg unter dem Titel The Memory of All That: Love and Politics in New York, Hollywood, and Paris ihre Autobiografie. Im Alter von 85 Jahren erlag Blair 2009 den Folgen einer Krebserkrankung.

## Filmografie (Auswahl)
- 1947: The Guilt of Janet Ames
- 1948: Menschen im Schatten (A Double Life)
- 1948: Die Schlangengrube (The Snake Pit)
- 1948: Aus dem Dunkel des Waldes (Another Part of the Forest)
- 1950: Die Tote in den Dünen (Mystery Street)
- 1951: Kind Lady
- 1955: Marty
- 1956: Hauptstraße (Calle Mayor)
- 1957: Von Rache getrieben (The Halliday Brand)
- 1957: Der Schrei (Il grido)
- 1960: Gefährliche Nächte (I delfini)
- 1962: Hörig (Senilità)
- 1962: Die heiße Nacht (All Night Long)
- 1973: Empfindliches Gleichgewicht (A Delicate Balance)
- 1986: Kohlenstaub und Glitzerträume (Flight of the Spruce Goose)
- 1986: Abstieg zur Hölle (Descente aux enfers)
- 1987: Suspicion, der Verdacht (Suspicion)
- 1988: Verraten (Betrayed)
- 1994: Scarlett (Fernseh-Miniserie)

## Auszeichnungen
- 1956: Oscar-Nominierung in der Kategorie Beste Nebendarstellerin für Marty
- 1956: British Film Academy Award als Beste ausländische Darstellerin für Marty
- 2006: Preis für das Lebenswerk auf dem Chicago International Film Festival